# Team RadioShack

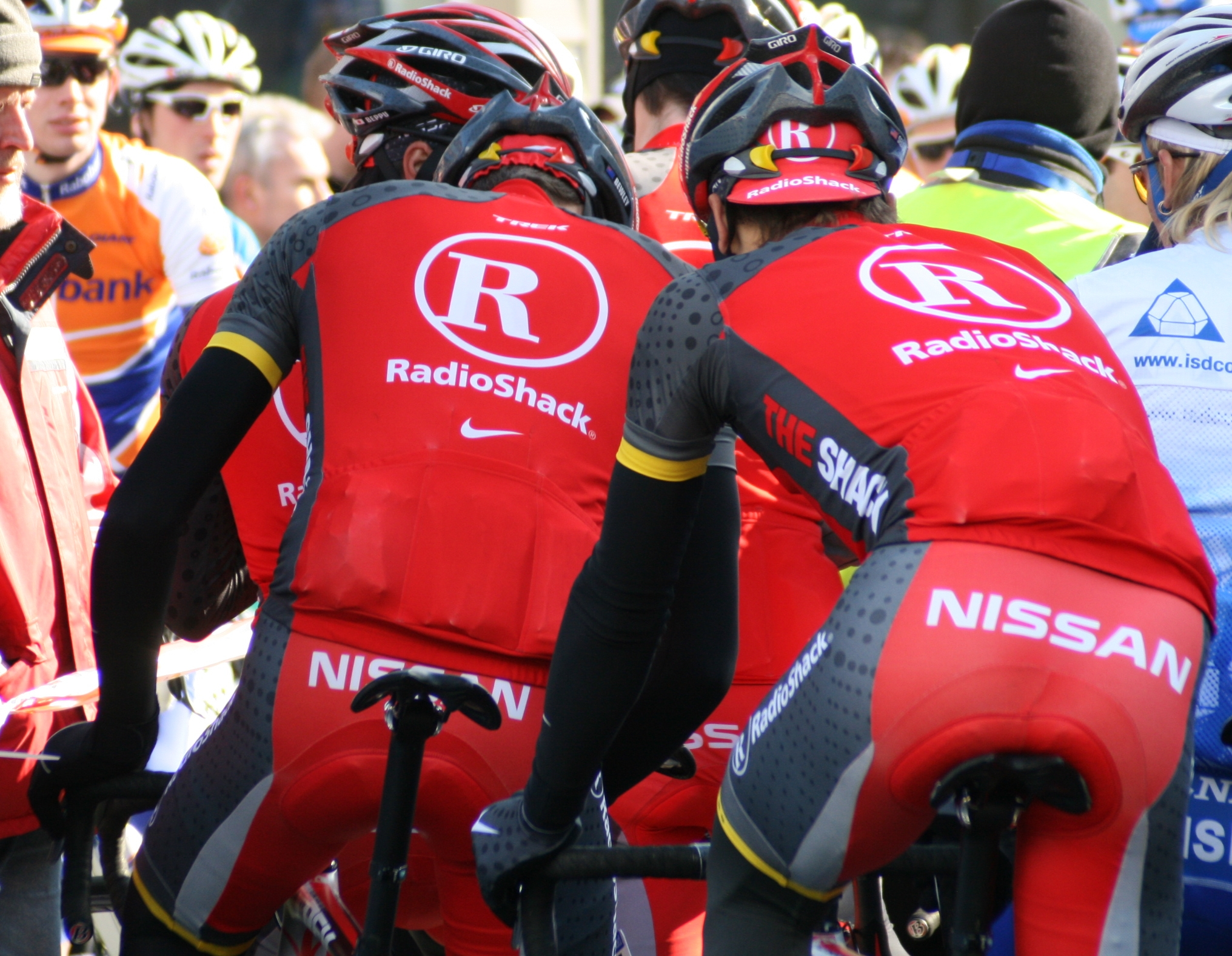
Trikots des Teams der Saison 2010

Team RadioShack war ein amerikanisches Radsportteam, das von RadioShack gesponsert wurde. Es nahm in den Jahren 2010 und 2011 als UCI ProTeam an den wichtigsten Radrennen teil und fusionierte anschließend mit dem luxemburgischen Team Leopard-Trek zum Team RadioShack-Nissan. Der bisherige Betreiber Capital Sports and Entertainment zog sich parallel dazu aus dem Management des Teams zurück.

## Gründung
Das Team wurde 2009 von Lance Armstrong ins Leben gerufen, nachdem dieser sich von Astana getrennt hatte. Mit Ausnahme des Tour-Siegers von 2009, Alberto Contador, wechselten neben Armstrong alle Fahrer des Tour-Aufgebots von Astana (Klöden, Zubeldia, Leipheimer, Murawjow, Paulinho, Popowytsch, Rast) und vier weitere Astana-Fahrer (Brajkovič, Horner, Rubiera, Vaitkus) zu RadioShack. Teambetreiber war die Firma Capital Sports and Entertainment, die auch das Farmteam Trek Livestrong U23 managt.
Das Team erhielt vom Internationalen Radsportverband UCI im Jahr 2010 eine ProTeam-Lizenz bis 2013 und damit das Recht zur Teilnahme an den wichtigsten Radrennen.
Das Team unterstützte die Livestrong-Kampagne der Lance Armstrong Foundation. Als weitere Sponsoren des Teams traten Trek Bicycle Corporation, SRAM Corporation und Nike auf.
Als Team-Manager agierte Lance Armstrongs langjähriger Begleiter Johan Bruyneel.

## Fusion
Am 5. September 2011 wurde die Fusion von Team RadioShack mit dem luxemburgischen Team Leopard-Trek zur folgenden Saison bestätigt. Das so neu gebildete Team erhielt den Namen RadioShack-Nissan. Die Teamstrukturen und die Lizenz verblieben im Großherzogtum Luxemburg. Ein Großteil der Team RadioShack-Mannschaft wurde übernommen, ebenso Johan Bruyneel als Team-Manager. Während sich der bisherige Betreiber des Teams, Capital Sports and Entertainment, aus der Organisation zurückzog, setzten die Sponsoren ihre Unterstützung auch nach der Fusion fort.

## Saison 2011

### Erfolge in der UCI World Tour
| Datum        | Rennen                               | Sieger          |
| 10. März     | 5. Etappe Paris–Nizza                | Andreas Klöden  |
| 24. März     | 4. Etappe Volta Ciclista a Catalunya | Manuel Cardoso  |
| 4.–9. April  | Gesamtwertung Vuelta al País Vasco   | Andreas Klöden  |
| 11.–19. Juni | Gesamtwertung Tour de Suisse         | Levi Leipheimer |
| 12. August   | 4. Etappe Eneco Tour (EZF)           | Jesse Sergent   |

### Erfolge in der UCI America Tour
| Datum          | Rennen                                         | Kat. | Fahrer             |
| -------------- | ---------------------------------------------- | ---- | ------------------ |
| 18. Mai        | 4. Etappe Tour of California                   | 2.HC | Christopher Horner |
| 21. Mai        | 7. Etappe Tour of California                   | 2.HC | Levi Leipheimer    |
| 15.–22. Mai    | Gesamtwertung Tour of California               | 2.HC | Christopher Horner |
| 30. Mai        | US-amerikanische Meisterschaft – Straßenrennen | CN   | Matthew Busche     |
| 9.–14. August  | Gesamtwertung Tour of Utah                     | 2.1  | Levi Leipheimer    |
| 23. August     | 1. Etappe USA Pro Cycling Challenge            | 2.1  | Levi Leipheimer    |
| 25. August     | 3. Etappe USA Pro Cycling Challenge (BZF)      | 2.1  | Levi Leipheimer    |
| 22.–28. August | Gesamtwertung USA Pro Cycling Challenge        | 2.1  | Levi Leipheimer    |

### Erfolge in der UCI Asia Tour
| Datum       | Rennen                                      | Kat. | Fahrer         |
| ----------- | ------------------------------------------- | ---- | -------------- |
| 13. Februar | Tour de Mumbai II                           | 1.1  | Robert Hunter  |
| 12. Juni    | Japanische Meisterschaft – Einzelzeitfahren | CN   | Fumiyuki Beppu |
| 26. Juni    | Japanische Meisterschaft – Straßenrennen    | CN   | Fumiyuki Beppu |

### Erfolge in der UCI Europe Tour
| Datum                      | Rennen                                          | Kat. | Fahrer             |
| -------------------------- | ----------------------------------------------- | ---- | ------------------ |
| 8. Februar                 | Trofeo Inca                                     | 1.1  | Ben Hermans        |
| 20.–24. Februar            | Gesamtwertung Ruta del Sol                      | 2.1  | Markel Irízar      |
| 4. März                    | Prolog Driedaagse van West-Vlaanderen           | 2.1  | Jesse Sergent      |
| 4.–6. März                 | Gesamtwertung Driedaagse van West-Vlaanderen    | 2.1  | Jesse Sergent      |
| 27. März                   | 3. Etappe Critérium International (EZF)         | 2.HC | Andreas Klöden     |
| 31. März                   | 3b. Etappe Drei Tage von De Panne (EZF)         | 2.HC | Sébastien Rosseler |
| 31. März                   | Gesamtwertung Drei Tage von De Panne            | 2.HC | Sébastien Rosseler |
| 19. April                  | 1. Etappe Giro del Trentino (EZF)               | 2.HC | Andreas Klöden     |
| 24. Juni                   | Portugiesische Meisterschaft – Einzelzeitfahren | CN   | Nélson Oliveira    |
| 26. Juni                   | Slowenische Meisterschaft – Einzelzeitfahren    | CN   | Janez Brajkovič    |
| 3. Juli                    | 1. Etappe Österreich-Rundfahrt                  | 2.HC | Robert Hunter      |
| 26. Juli                   | 4. Etappe Tour de Wallonie                      | 2.HC | Robbie McEwen      |
| 25. August                 | 4. Etappe Tour du Poitou Charentes (EZF)        | 2.1  | Jesse Sergent      |
| 26. August                 | Gesamtwertung Tour du Poitou Charentes          | 2.1  | Jesse Sergent      |
| 29. September              | 1. Etappe Circuit Franco-Belge                  | 2.1  | Robbie McEwen      |
| 2. Oktober                 | 4. Etappe Circuit Franco-Belge                  | 2.1  | Robbie McEwen      |
| 29. September – 2. Oktober | Gesamtwertung Circuit Franco-Belge              | 2.1  | Robbie McEwen      |

### Zugänge – Abgänge
| Zugänge            | Team 2010           | Abgänge                        | Team 2011       |
| ------------------ | ------------------- | ------------------------------ | --------------- |
| Manuel Cardoso     | Footon-Servetto     | Tomas Vaitkus                  | Pro Team Astana |
| Robert Hunter      | Team Garmin-Cervélo | Gert Steegmans                 | Quick Step      |
| Robbie McEwen      | Team Katusha        | Daryl Impey                    | MTN Qhubeka     |
| Philip Deignan     | Cervélo TestTeam    | José Luis Rubiera              | Karriereende    |
| Nélson Oliveira    | Xacobeo Galicia     | Fuyu Li                        | Dopingsperre    |
| Michał Kwiatkowski | Caja Rural          | Lance Armstrong (bis 16. Feb.) | Karriereende    |
| Ben King           | Trek Livestrong U23 |                                |                 |
| Jesse Sergent      | Trek Livestrong U23 |                                |                 |

### Mannschaft
| Fahrer              | Geburtsdatum       | Nationalität       | Team 2012                         |
| ------------------- | ------------------ | ------------------ | --------------------------------- |
| Fumiyuki Beppu      | 10. April 1983     | Japan              | Orica GreenEdge                   |
| Sam Bewley          | 22. Juli 1987      | Neuseeland         |                                   |
| Janez Brajkovič     | 18. Dezember 1983  | Slowenien          | Astana Pro Team                   |
| Matthew Busche      | 9. Mai 1985        | Vereinigte Staaten | RadioShack-Nissan                 |
| Manuel Cardoso      | 7. April 1983      | Portugal           | Caja Rural                        |
| Philip Deignan      | 7. September 1983  | Irland             | UnitedHealthcare Pro Cycling Team |
| Ben Hermans         | 8. Juni 1986       | Belgien            | RadioShack-Nissan                 |
| Chris Horner        | 23. Oktober 1971   | Vereinigte Staaten | RadioShack-Nissan                 |
| Robert Hunter       | 22. April 1977     | Südafrika          | Garmin-Sharp                      |
| Markel Irízar       | 5. Februar 1980    | Spanien            | RadioShack-Nissan                 |
| Ben King            | 22. März 1989      | Vereinigte Staaten | RadioShack-Nissan                 |
| Andreas Klöden      | 22. Juni 1975      | Deutschland        | RadioShack-Nissan                 |
| Michał Kwiatkowski  | 2. Juni 1990       | Polen              | Omega Pharma-Quick Step           |
| Levi Leipheimer     | 24. Oktober 1973   | Vereinigte Staaten | Omega Pharma-Quick Step           |
| Geoffroy Lequatre   | 30. Juni 1981      | Frankreich         | Bretagne-Schuller                 |
| Tiago Machado       | 18. Oktober 1985   | Portugal           | RadioShack-Nissan                 |
| Jason McCartney     | 3. September 1973  | Vereinigte Staaten | UnitedHealthcare Pro Cycling Team |
| Robbie McEwen       | 24. Juni 1972      | Australien         | Orica GreenEdge                   |
| Dmitri Murawjow     | 2. November 1979   | Kasachstan         | Astana Pro Team                   |
| Nélson Oliveira     | 6. März 1989       | Portugal           | RadioShack-Nissan                 |
| Sérgio Paulinho     | 26. März 1980      | Portugal           | Saxo Bank-SunGard                 |
| Jaroslaw Popowytsch | 4. Januar 1980     | Ukraine            | RadioShack-Nissan                 |
| Grégory Rast        | 17. Januar 1980    | Schweiz            | RadioShack-Nissan                 |
| Sébastien Rosseler  | 15. Juli 1981      | Belgien            | Garmin-Sharp                      |
| Iwan Rowny          | 30. September 1987 | Russland           | RusVelo                           |
| Bjorn Selander      | 28. Januar 1988    | Vereinigte Staaten | Team SpiderTech-C10               |
| Jesse Sergent       | 8. Juli 1988       | Neuseeland         | RadioShack-Nissan                 |
| Haimar Zubeldia     | 1. April 1977      | Spanien            | RadioShack-Nissan                 |
| Stagiaires          | Stagiaires         | Nationalität       | Nationalität                      |
| George Bennett      | George Bennett     | Neuseeland         |                                   |
| Dale Parker         | Dale Parker        | Australien         |                                   |
| Jewgeni Schalunow   | Jewgeni Schalunow  | Russland           |                                   |

## Platzierungen in UCI-Ranglisten
UCI World Calendar
| Saison | Mannschaftswertung | Fahrerwertung          |
| ------ | ------------------ | ---------------------- |
| 2010   | 11.                | 18. Christopher Horner |